# Патогенні різновиди кишкової палички
Кишкова́ паличка (Escherichia coli; зазвичай скорочено E. coli, від лат. coli — «кишкова») — грам-негативна паличкоподібна бактерія, яка зазвичай зустрічається в нижній частині кишки теплокровних організмів. Більшість штамів кишкової палички нешкідливі, але патогенні різновиди викликають у людей серйозні харчові отруєння, септичний шок, менінгіт або інфекції сечовивідних шляхів. На відміну від нормальної флори кишкової палички, патогенні різновиди виробляють токсини та інші фактори вірулентності, які дозволяють їм оселятися в частинах тіла, зазвичай не заселених кишковою паличкою, і пошкоджувати клітини хазяїна. Ці патогенні властивості кодуються генами вірулентності, які є лише у патогенів.

## Вступ
Кишкова паличка та споріднені бактерії складають близько 0,1 % кишкової флори, а фекально-оральна передача є основним шляхом, через який патогенні штами цієї бактерії спричиняють захворювання. Ці клітини здатні виживати поза організмом лише протягом обмеженого часу, що робить їх ідеальними індикаторними організмами для перевірки зразків навколишнього середовища на фекальне забруднення. Цю бактерію також можна легко та недорого вирощувати в лабораторних умовах, де її ретельно досліджують вже понад 60 років. Кишкова паличка є найбільш вивченим прокаріотичним модельним організмом і важливим видом у галузях біотехнології та мікробіології, де вона слугує організмом-хазяїном для більшості досліджень щодо рекомбінантної ДНК.
Німецький педіатр і бактеріолог Теодор Ешеріх відкрив кишкову паличку в 1885 році, і нині вона класифікується як частина класу гамма-протеобактерій родини Enterobacteriaceae.

## Серотипи

Будова ліпополісахариду

Патогенні штами кишкової палички можна класифікувати на основі складників, які можуть викликати імунну відповідь у тварин, а саме:
1. O-антиген (соматичний): частина ліпополісахаридного шару клітинної стінки
2. К-антиген (капсульний): полісахарид капсули
3. H-антиген (джгутиковий): білок флагелін джгутика

Наприклад, штам кишкової палички EDL933 належить до серотипу O157:H7.

### О-антиген
Зовнішня мембрана клітини кишкової палички містить мільйони молекул ліпополісахаридів (ЛПС), які мають такі складники:
1. O-антиген, полімер імуногенних повторюваних олігосахаридів (1-40 штук)
2. Основна ділянка з фосфорильованих неповторюваних олігосахаридів
3. Ліпід А (ендотоксин)

О-антиген використовується для визначення серотипу кишкової палички, і позначення О-груп варіюються від O1 до O181, за винятком деяких груп, які були історично вилучені, а саме O31, O47, O67, O72, O93 (тепер це K84), O94 та O122; групи від 174 до 181 є тимчасовими (O174=OX3 та O175=OX7) або знаходяться на стадії дослідження (від 176 до 181 — кишкові палички, що виробляють токсин Шига або веротоксин). Крім того, для багатьох O-груп є підтипи (наприклад, O128ab і O128ac). Антитіла до кількох О-антигенів перехресно реагують з іншими О-антигенами і частково з К-антигенами не тільки кишкової палички, але й інших видів Escherichia та ентеробактерій.
О-антиген кодується кластером генів rfb. Ген rol (cld) кодує регулятор довжини О-ланцюга ліпополісахаридів.

### К-антиген
З цього кислотного капсульного полісахариду утворена капсула — товстий, схожий на слиз, шар полісахариду, який оточує деякі патогенні штами кишкової палички.
Є дві окремі групи K-антигенів, які називають групою I та групою II (в той час, як невелика проміжна підгрупа (K3, K10 та K54/K96) була класифікована як група III). К-антигени першої групи (I) складаються з великих капсульних полісахаридів розміром десь у 100 кДа (кілодальтон), тоді як К-антигени другої групи (II), пов'язані з захворюваннями позакишкової локалізації, мають розмір менш як 50 кДа.
К-антигени I групи зустрічаються лише з певними О-антигенами (групи O8, O9, O20 і O101), і вони поділяються далі на підгрупи за ознакою відсутності аміноцукрів (підгрупа IA, антигени, подібні за структурою до О-антигенів клебсієли) або наявності аміноцукрів (підгрупа IB). Деякі K-антигени I групи прикріплені до ліпідного A-ядра ліпополісахариду (KLPS), подібно до O-антигенів (і оскільки вони структурно тотожні O-антигенам, у деяких випадках вони вважаються K-антигенами лише тоді, коли вони експресуються (синтезуються) одночасно з іншим справжнім O-антигеном).
K-антигени II групи дуже схожі на антигени грам-позитивних бактерій і бувають дуже різними за складом, та поділяються далі відповідно до їх кислотних компонентів; як правило, 20–50 % ланцюгів кислотних капсульних полісахаридів пов'язані з фосфоліпідами.
Загалом визначено 60 різних K-антигенів: K1, K2a/ac, K3, K4, K5, K6, K7 (=K56), K8, K9 (=O104), K10, K11, K12 (K82), K13(=K20 і =K23), K14, K15, K16, K18a, K18ab (=K22), K19, K24, K26, K27, K28, K29, K30, K31, K34, K37, K39, K40, K41, K42, K43, K44, K45, K46, K47, K49 (O46), K50, K51, K52, K53, K54 (=K96), K55, K74, K84, K85ab/ac (=O141), K87 (=O32), K92, K93, K95, K97, K98, K100, K101, K102, K103, KX104, KX105 та KX106.

### H-антиген
H-антиген є основним складником джгутиків, які допомагають кишковим паличкам пересуватися. Зазвичай він кодується геном fliC.
Визначено 53 H-антигени, пронумеровані від H1 до H56 (H13 і H22 були антигенами не кишкової палички, а Citrobacter freundii, а H50 виявився таким же, як і H10).

## Роль у виникненні захворювань
У людей і домашніх тварин вірулентні штами кишкової палички можуть викликати різноманітні захворювання.
У людей : гастроентерит, інфекції сечовивідних шляхів та менінгіт новонароджених. У рідкісних випадках вірулентні штами також викликають гемолітико-уремічний синдром, перитоніт, мастит, сепсис та грамнегативну пневмонію.

### Шлунково-кишкова інфекція

Низькотемпературна електронна мікрофотографія скупчення бактерій кишкової палички, збільшена в 10 000 разів. Кожна окрема бактерія являє собою округлий циліндр.

Деякі серотипи кишкової палички, такі як O157:H7, O104:H4, O121, O26, O103, O111, O145 та O104:H21, виробляють потенційно смертельні токсини. Харчове отруєння, спричинене кишковою паличкою, може бути наслідком вживання немитих овочів або погано обробленого чи недовареного м'яса.
O157:H7 також сумно відомий тим, що викликає серйозні та навіть небезпечні для життя ускладнення, такі як гемолітико-уремічний синдром. Саме цей серотип пов'язаний зі спалахом інфекції кишкової палички в США у 2006 році, спричиненим вживанням свіжого шпинату.
Серотип O104:H4 настільки ж вірулентний. Протоколи антибіотикотерапії та підтримувальної терапії для нього не так добре розроблені, оскільки він може бути дуже ентерогеморагічним, подібно до O157:H7, спричиняючи геморагічний коліт та криваву діарею, а також є більш ентероагрегативним, тобто він міцно прикріплюється до слизової оболонки кишки та нашаровується на неї як біоплівка. Саме цей серотип спричинив смертельний спалах кишкової палички у червні 2011 року в Європі. Тяжкість хвороби буває дуже різною; вона може бути смертельною, особливо для маленьких дітей, людей похилого віку або з ослабленим імунітетом, але частіше протікає в легкій формі.
До того в 1996 році в Шотландії від отруєння кишковою паличкою в результаті недотримання правил гігієни при приготуванні м'яса загинуло семеро людей, а ще сотні людей були інфіковані.
Кишкова паличка може виробляти як термостабільні, так і термолабільні ентеротоксини. Термолабільні містять одну субодиницю А та п'ять субодиниць Б, об'єднаних в один складний токсин, і дуже схожі за структурою та функціями на холерні токсини. Субодиниця Б сприяє зчепленню та проникненню токсину в кишкові клітини хазяїна, тоді як субодиниця А розщеплюється і не дає клітинам поглинати воду, викликаючи діарею. Термолабільні ентеротоксини виробляються шляхом секреції 2-го типу.
Якщо бактерії кишкової палички виходять за межі кишкового тракту через перфорацію (наприклад, через виразку, розрив апендикса або внаслідок хірургічної помилки) і потрапляють у черевну порожнину, вони зазвичай викликають перитоніт, який може бути смертельним без негайного лікування. На щастя, кишкова паличка надзвичайно чутлива до таких антибіотиків, як стрептоміцин або гентаміцин. Однак нещодавні дослідження показали, що лікування ентеропатогенної кишкової палички антибіотиками може значно підвищити ймовірність розвитку гемолітико-уремічного синдрому.
Кишкова паличка, притаманна слизовій оболонці кишки, спостерігається в підвищеній кількості при запальних захворюваннях кишки, хворобі Крона та виразковому коліті. Інвазивні штами кишкової палички наявні у великій кількості в запаленій тканині, а кількість бактерій у запалених областях корелює зі ступенем тяжкості запалення кишки.
Шлунково-кишкові інфекції можуть змусити організм виробляти Т-клітини пам'яті, які атакують кишкові мікроби, що знаходяться в кишковому тракті. Харчове отруєння може викликати імунну відповідь на бактерії кишкової мікробіоти. Деякі дослідники припускають, що це може призвести до запальних захворювань кишки.

#### Вірулентні властивості
Кишкову паличку, притаманну кишці, класифікують на основі серологічних характеристик та вірулентних властивостей. Нижче наведено основні патотипи кишкової палички, які спричиняють діарею.
| Назва | Хазяї | Тип діареї           | Опис |
| --- | --- | -------------------- | --- |
| Ентеротоксигенна кишкова паличка (що виробляє токсини в кишці)                                                                                          | збудник діареї (без підвищення температури) у людей, свиней, овець, кіз, великої рогатої худоби, собак і коней | Водяниста            | Цей патотип використовує різноманітні чинники колонізації для зв'язування клітин ентероцитів в тонкій кишці. Може виробляти два білкові ентеротоксини: - Більший з цих двох білків, термолабільний ентеротоксин (LT), подібний за структурою і функціями до холерного токсину. - Менший за розміром білок, термостабільний ентеротоксин (ST), викликає накопичення циклічного гуанозинмонофосфату у клітинах-мішенях і подальшу секрецію рідини і електролітів в просвіт кишки. Штами цього патотипу неінвазивні і не полишають просвіт кишечника. Вони є основною бактеріальною причиною діареї у дітей в країнах, що розвиваються, а також найпоширенішою причиною діареї мандрівників. За оцінками, щороку в країнах, що розвиваються, реєструється 840 мільйонів випадків ентеротоксигенної кишкової палички. Близько 280 мільйонів з цих випадків, а також 325 000 смертей припадає на дітей віком до п'яти років. |
| Ентеропатогенна кишкова паличка (що спричинає захворювання кишки, передусім діарею)                                                                     | збудник діареї у людей, кроликів, собак, кішок і коней                                                         | Водяниста            | Як і ентеротоксигенна кишкова паличка, ентеропатогенна також викликає діарею, але молекулярні механізми колонізації та етіологія в них різні. У ентеропатогенних кишкових паличок відсутні термостабільні та термолабільні токсини, але вони використовують адгезин (чинник прикріплення), що зветься інтимін, для прикріплення до кишкових клітин хазяїна. Цей патотип має цілу низку чинників вірулентності, подібних до тих, що виявлені у шигел. Прикріплення таких паличок до слизової оболонки кишки викликає перебудову актину у клітині-хазяїні, що призводить до значної деформації клітини. Клітини ентеропатогенних кишкових паличок є помірно інвазивними (тобто вони проникають у клітини хазяїна) і викликають реакцію запалення. Після прикріплення ентеропатогенної кишкової палички у клітин епітелію руйнуються мікроворсинки, які є крихітними виступами на поверхні, що збільшують площу поверхні для всмоктування. Зміни в мікроструктурі кишкових клітин через «прикріплення і згладжування» є, мабуть, основною причиною діареї у людей, які страждають від ентеропатогенної кишкової палички. |
| Ентероагрегативна кишкова паличка (що нашаровується біоплівкою на слизову оболонку кишки)                                                               | зустрічається тільки у людей                                                                                   | Водяниста            | Названі так через наявність ворсинок, які з'єднують клітини, ентероагрегативні кишкові палички прикріплюються до слизової оболонки кишки, спричиняючи водянисту діарею без лихоманки. Ентероагрегативні кишкові палички не інвазивні, тобто не приникають всередину клітин епітелію. Вони виробляють гемолізин і термостабільний ентеротоксин, подібний до ентеротоксину ентеротоксигенної кишкової палички. |
| Ентероінвазивна кишкова паличка (що проникає всередину клітин кишкового епітелію та розмножується там)                                                  | зустрічається тільки у людей                                                                                   | З кров'ю або без неї | Інфекція ентероінвазивною кишковою паличкою викликає синдром, тотожний шигельозу, з рясною діареєю та високою температурою. |
| Ентерогеморагічна кишкова паличка (що спричиняє криваву діарею)                                                                                         | зустрічається у людей, великої рогатої худоби та кіз                                                           | З кров'ю або без неї | Найбільш сумно відомим представником цього патотипу є серотип O157:H7, який спричиняє криваву діарею без лихоманки. Ентерогеморагічна кишкова паличка може спричиняти гемолітико-уремічний синдром та раптову ниркову недостатність. Вона користується ворсинками для прикріплення, помірно інвазивна і виробляє фаго-кодований токсин Шига, який може викликати гостру реакцію запалення. |
| Адгезивно-інвазивна кишкова паличка (що міцно прикріплюється до кишкового епітелію та приникає всередину клітин кишкового епітелію і розмножується там) | зустрічається у людей                                                                                          | -                    | Адгезивно-інвазивні кишкові палички здатні проникати в клітини кишкового епітелію і розмножуватися всередині них. Цілком ймовірно, що адгезивно-інвазивні кишкові палички здатні швидше розмножуватися в організмі хазяїв з ослабленим вродженим імунітетом. При хворобі Крона вони пов'язані зі слизовою оболонкою клубової кишки. |

#### Епідеміологія шлунково-кишкових інфекцій
Передача патогенної кишкової палички часто відбувається фекально-оральним шляхом. Поширеними шляхами передачі є: негігієнічне приготування їжі, забруднення ферм через удобрення гноєм, зрошення сільськогосподарських культур забрудненими або неочищеними стічними водами, дикі свині на сільськогосподарських угіддях або безпосереднє споживання забрудненої стоками води. Молочна та м'ясна худоба є основними резервуарами серотипу O157:H7 кишкової палички, і може переносити її безсимптомно та виділяти з фекаліями. До числа харчових продуктів, пов'язаних зі спалахами кишкової палички, входять огірки, сирий яловичий фарш, сирі паростки насіння або шпинат, сире молоко, непастеризований сік, непастеризований сир, а також продукти, заражені інфікованими працівниками харчової промисловості фекально-оральним шляхом.
За даними Управління з санітарного нагляду за якістю харчових продуктів і медикаментів США, фекально-оральний цикл передачі можна перервати, якщо правильного готувати їжу, запобігати перехресному зараженню, встановлювати перешкоди для розповсюдження, такі як рукавички для працівників харчової промисловості, впроваджувати політику охорони здоров'я, з тим щоб працівники харчової промисловості зверталися за лікуванням, коли вони хворі, пастеризувати соки та молочні продукти, а також дотримуватися вимог щодо належного миття рук.
Кишкова паличка, що виробляє токсин Шига, зокрема серотип O157:H7, до того ж передається мухами, а також при прямому контакті з сільськогосподарськими тваринами, в контактних зоопарках тварин, та повітряно-крапельним шляхом у місцях вирощування тварин.

### Інфекція сечовивідних шляхів

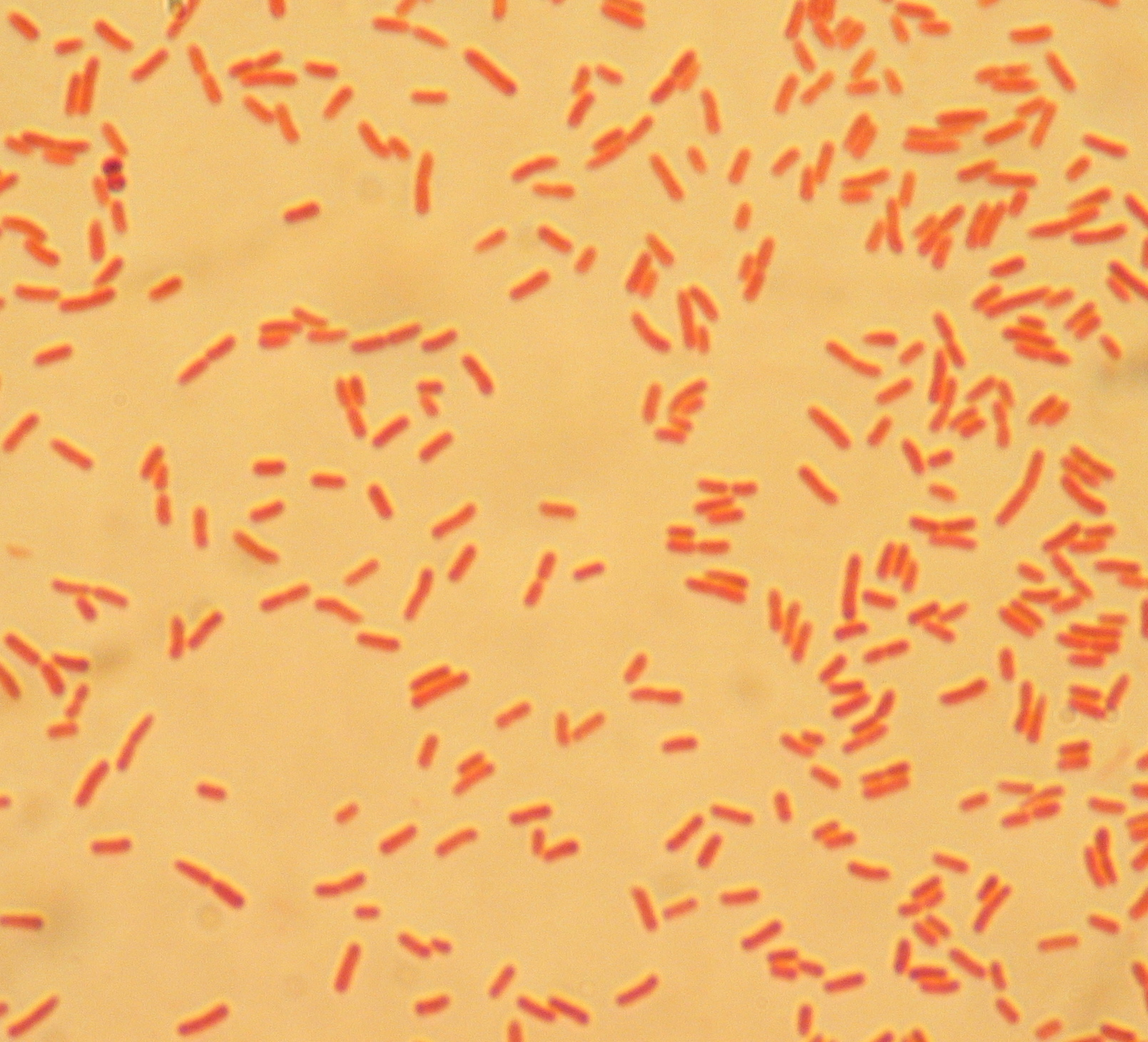
Бактерії кишкової палички

Уропатогенна кишкова паличка (UPEC) є причиною приблизно 90 % інфекцій сечовивідних шляхів, що виникають у людей зі звичайною будовою тіла. При висхідних інфекціях фекальні бактерії колонізують уретру та поширюються вгору по сечовивідних шляхах до сечового міхура, а також до нирок (викликаючи пієлонефрит) або простати у чоловіків. Оскільки у жінок уретра коротша, ніж у чоловіків, вони в 14 разів частіше страждають від висхідної інфекції сечовивідних шляхів.
Уропатогенні кишкові палички користуються П-ворсинками (тобто ворсинками, які відіграють ключову роль у виникненні пієлонефриту), щоб прикріплюватися до клітин епітелію сечового тракту та колонізувати сечовий міхур. Уропатогенна E. coli виробляє альфа- і бета-гемолізини, які спричиняють лізис клітин сечовивідних шляхів.
Уропатогенні кишкові палички можуть обходити вроджений імунний захист організму (наприклад, систему комплементу), проникаючи всередину поверхневих парасолькових клітин та утворюючи внутрішньоклітинні бактеріальні спільноти. Вони також мають здатність утворювати К-антигени, тобто капсульні полісахариди, які сприяють утворенню біоплівки. Кишкова паличка, що утворює біоплівку, стійка до антитіл і антибіотикотерапії та часто спричиняє хронічні інфекції сечовивідних шляхів. Інфекції, спричинені кишковою паличкою, що виробляє K-антиген, зазвичай зустрічаються у верхніх сечових шляхах.
Низхідні інфекції, хоча й відносно рідкісні, виникають, коли клітини кишкової палички потрапляють у верхні органи сечовивідних шляхів (нирки, сечовий міхур або сечоводи) із кровотоку.

### Менінгіт новонароджених
Він спричиняється серотипом кишкової палички, що містить капсульний антиген під назвою К1. Колонізація кишки новонародженого штамами такого серотипу, які присутні в піхві матері, призводить до бактеріємії, що своєю чергою призводить до менінгіту. А через відсутність антитіл IgM від матері (вони не проникають через плаценту, оскільки FcRn лише опосередковує передачу IgG), а також через те, що організм розпізнає антиген K1 як свій, оскільки він схожий на церебральні глікопептиди, це призводить до тяжкого менінгіту у новонароджених.

### Можлива роль у розвитку раку товстої кишки
Деякі штами кишкової палички містять геномний острів полікетидсинтази (pks), який кодує багатоферментний механізм, що виробляє колібактин — речовину, яка пошкоджує ДНК. Близько 20 % людей колонізовані кишковою паличкою, яка містить острів полікетидсинтази. Колібактин може спричиняти старіння клітин або рак, пошкоджуючи ДНК. Однак слизовий бар'єр не дозволяє кишковій паличці досягати поверхні ентероцитів. Вироблення муцину зменшується під час запалення. Тож лише коли якесь запалення виникає одночасно з інфекцією таким штамом кишкової палички, бактерія здатна доставляти колібактин до ентероцитів та викликати утворення пухлин.

## Лабораторна діагностика
Діагностика інфекційної діареї та виявлення антимікробної резистентності проводиться за допомогою посіву калу з подальшим визначенням чутливості до антибіотиків. Для культивування шлунково-кишкових патогенів потрібно мінімум 2 дні та максимум кілька тижнів. Ступінь чутливості (істинно позитивний результат) та специфічності (істинно негативний результат) посіву калу залежить від виду патогену, хоча ряд людських патогенів неможливо культивувати. Для зразків, в яких виявлено культуру патогену, тестування антимікробної стійкості займає додаткові 12–24 години.
Сучасні молекулярні діагностичні тести, що використовуються в місцях надання медичної допомоги, можуть виявляти кишкову паличку та стійкість до протимікробних препаратів у виявлених штамів набагато швидше, ніж посіви та тестування на чутливість. Платформи на основі мікрочипів можуть виявляти специфічні патогенні штами кишкової палички та специфічні для кишкової палички гени AMR за дві години або менше з високою чутливістю та специфічністю, але розмір тестової панелі (тобто загальна кількість патогенів і генів антимікробної стійкості) обмежений. Зараз для подолання різноманітних обмежень, пов'язаних з посівами та всіма доступними на сьогодні технологіями молекулярної діагностики, розробляються новіші платформи для діагностики інфекційних захворювань, засновані на метагеноміці.

## Антибіотикотерапія та резистентність
Бактеріальні інфекції зазвичай лікують антибіотиками. Однак чутливість до антибіотиків у різних штамів кишкової палички сильно відрізняється. Як грамнегативні організми, кишкові палички стійкі до багатьох антибіотиків, дієвих проти грампозитивних організмів. До числа антибіотиків, які можна використовувати для лікування інфекції кишковою паличкою, входять амоксицилін, а також інші напівсинтетичні пеніциліни, багато цефалоспоринів, карбапенемів, азтреонам, триметоприм-сульфаметоксазол, ципрофлоксацин, нітрофурантоїн та аміноглікозиди.
Стійкість до антибіотиків стає все більшою проблемою. Частково це пов'язано з надмірним вживанням антибіотиків людьми, але частково, ймовірно, — з використанням антибіотиків як стимуляторів росту в кормах для тварин. Дослідження, опубліковане в журналі Science у серпні 2007 року, показало, що швидкість пристосувальних мутацій у кишкової палички становить «порядку 10−5 на геном за покоління, що в 1000 разів перевищує попередні оцінки», і цей висновок може мати важливе значення для вивчення та подолання стійкості бактерій до антибіотиків.
Стійкі до антибіотиків кишкові палички можуть також передавати гени, що відповідають за стійкість до антибіотиків, іншим видам бактерій, наприклад, золотистому стафілококу, через процес, який зветься горизонтальним перенесенням генів. Бактерії кишкової палички часто мають плазміди стійкості до багатьох ліків і в умовах стресу легко передають ці плазміди іншим видам. Змішування видів у кишці надає кишковій паличці можливість обмінюватися плазмідами з іншими бактеріями. Таким чином, кишкова паличка та інші ентеробактерії є важливими резервуарами передаванної стійкості до антибіотиків.

### Штами, що виробляють бета-лактамазу
Стійкість до бета-лактамних антибіотиків стала особливою проблемою в останні десятиліття, оскільки штами бактерій, які виробляють бета-лактамази розширеного спектра, стали більш поширеними. Ці ферменти бета-лактамази роблять багато які, якщо не всі, пеніциліни та цефалоспорини недієвими для лікування. Кишкова паличка, що виробляє бета-лактамазу розширеного спектра, дуже стійка до цілого ряду антибіотиків, і інфекції, спричинені цими штамами, важко лікувати. У багатьох випадках дієвими залишаються лише два пероральних антибіотики та дуже невелике число внутрішньовенних антибіотиків. У 2009 році в Індії та Пакистані у бактерій кишкової палички було виявлено ген під назвою «Нью-Делійська метало-бета-лактамаза», який забезпечує стійкість навіть до внутрішньовенного антибіотика карбапенему.
Все більше занепокоєння щодо поширеності цієї форми «супербактерії» у Сполученому Королівстві призвело до закликів до подальшого моніторингу та розробки загальнобританської стратегії боротьби з інфекціями та смертельними випадками. Тестування на чутливість до антибіотиків має визначати спосіб лікування усіх інфекцій, при яких інфекційний мікроорганізм можна виділити для посіву.

## Фаготерапія
Фаготерапія — застосування вірусів, які цілеспрямовано впливають на патогенні бактерії — розроблялася протягом останніх 80 років, головним чином у колишньому Радянському Союзі, де її використовували для профілактики діареї, спричиненої кишковою паличкою. Наразі фаготерапія людської кишкової палички доступна лише в Інституті Георгія Еліава і в Центрі фаготерапії в Грузії та в Інституті імунології та експериментальної терапії ім. Гіршфельда у Польщі. Гарно досліджений бактеріофаг T4, націлений на зараження кишкової палички.
В Україні зареєстровані препарати «Піофаг», «Інтестіфаг» та «Поліфаг Ультра», до складу яких входять специфічні бактеріофаги до кишкової палички.

## Щеплення
Дослідники активно працюють над розробкою безпечних дієвих вакцин для зниження захворюваності на кишкову паличку в усьому світі. У березні 2006 року було повідомлено, що вакцина, яка викликає імунну відповідь проти O-специфічного полісахариду серотипу O157:H7 кишкової палички, а також рекомбінантного екзотоксину A синьогнійної палички (O157-rEPA), безпечна для дітей віком від двох до п'яти років. Попередні дослідження вже показали, що ця вакцина безпечна для дорослих. Планується провести III фазу клінічного випробування для перевірки широкомасштабної дієвості лікування.
У 2006 році компанія Fort Dodge Animal Health (Wyeth) представила дієву живу атенуйовану вакцину для боротьби з аеросакулітом і перитонітом у курей. Ця вакцина є генетично модифікованою авірулентною вакциною, яка забезпечує захист від O78 та нетипових штамів.
У січні 2007 року канадська біофармацевтична компанія Bioniche оголосила, що розробила вакцину для великої рогатої худоби, яка зменшує кількість O157:H7, що виділяється з гною, у 1000 разів, приблизно до 1000 патогенних бактерій на грам гною.
У квітні 2009 року дослідник з Університету штату Мічиган оголосив, що розробив дієву вакцину проти ентеротоксигенного штаму кишкової палички. Доктор Махді Саїд, професор епідеміології та інфекційних захворювань у коледжах ветеринарної медицини та медицини людини цього університету, подав заявку на отримання патенту на своє відкриття та встановив контакти з фармацевтичними компаніями для комерційного виробництва.
У травні 2018 року команда під керівництвом дослідників з Медичної школи Вашингтонського університету у співпраці з Університетом Джона Гопкінса провела дослідження для глибшого вивчення відомого зв'язку між групою крові та тяжкістю інфекції кишковою паличкою. Результати дослідження показали, що «бактерія з більшою ймовірністю викликає рясну діарею у людей з першою групою крові», і це відкриття може посприяти нинішнім і майбутнім зусиллям з розробки дієвої вакцини проти патогенних штамів кишкової палички.
В Україні проти інфекції кишковою паличкою розроблені вакцини «Еко-Примавак» та «Уро-Примавак».

## Виноски
1. ↑  Escherichia coli O157:H7. CDC Division of Bacterial and Mycotic Diseases. Процитовано 19 квітня 2011.
2. ↑  Vogt RL, Dippold L (2005). Escherichia coli O157:H7 outbreak associated with consumption of ground beef, June–July 2002. Public Health Rep. 120 (2): 174—8. doi:10.1177/003335490512000211. PMC 1497708. PMID 15842119.
3. 1 2  Mobley, Harry L. T.; Nataro, James P.; Kaper, James B. (February 2004). Pathogenic Escherichia coli. Nature Reviews Microbiology. 2 (2): 123—140. doi:10.1038/nrmicro818. ISSN 1740-1534. PMID 15040260.
4. ↑  Eckburg PB, Bik EM, Bernstein CN, Purdom E, Dethlefsen L та ін. (2005). Diversity of the human intestinal microbial flora. Science. 308 (5728): 1635—1638. Bibcode:2005Sci...308.1635E. doi:10.1126/science.1110591. PMC 1395357. PMID 15831718.
5. 1 2  Enumeration of Escherichia coli and the Coliform Bacteria. Bacteriological Analytical Manual (8th ed.). FDA/Center for Food Safety & Applied Nutrition. 1 вересня 2002. Архів оригіналу за 19 травня 2009. Процитовано 25 січня 2007.
6. ↑  Thompson, Andrea (4 червня 2007). E. coli Thrives in Beach Sands. Live Science. Процитовано 3 грудня 2007.
7. ↑  Escherichia. Taxonomy Browser. NCBI. Процитовано 30 листопада 2007.
8. 1 2 3 4 5 6 7  Brenner, Don J.; Krieg, Noel R.; Staley, James T. (26 липня 2005). Garrity, George M. (ред.). The Gammaproteobacteria. Bergey's Manual of Systematic Bacteriology  (англ.). Т. 2B (вид. 2). New York: Springer. с. 1108. ISBN 978-0-387-24144-9. British Library no. GBA561951.
9. ↑  
Wang L; Rothemund D; Reeves PR (May 2003). Species-Wide Variation in the Escherichia coli Flagellin (H-Antigen) Gene. Journal of Bacteriology. 185 (9): 2396—2943. doi:10.1128/JB.185.9.2936-2943.2003. PMC 154406. PMID 12700273.
10. 1 2 3 4 5  Todar, K. Pathogenic E. coli. Online Textbook of Bacteriology. University of Wisconsin–Madison Department of Bacteriology. Процитовано 30 листопада 2007.
11. ↑  CDC | E. coli Outbreak - Update: Dec. 14, 2006 | CDC Foodborne and Diarrheal Diseases Branch. web.archive.org. 3 вересня 2011. Процитовано 6 листопада 2024.
12. ↑  Frank, Christina; Werber, Dirk; Cramer, Jakob P.; Askar, Mona; Faber, Mirko; an der Heiden, Matthias; Bernard, Helen; Fruth, Angelika; Prager, Rita (10 листопада 2011). Epidemic Profile of Shiga-Toxin–Producing Escherichia coli O104:H4 Outbreak in Germany. New England Journal of Medicine (англ.). Т. 365, № 19. с. 1771—1780. doi:10.1056/NEJMoa1106483. ISSN 0028-4793. Процитовано 6 листопада 2024.
13. ↑  King, L. A.; Nogareda, F.; Weill, F.-X.; Mariani-Kurkdjian, P.; Loukiadis, E.; Gault, G.; Jourdan-DaSilva, N.; Bingen, E.; Mace, M. (1 червня 2012). Outbreak of Shiga Toxin-Producing Escherichia coli O104:H4 Associated With Organic Fenugreek Sprouts, France, June 2011. Clinical Infectious Diseases (англ.). Т. 54, № 11. с. 1588—1594. doi:10.1093/cid/cis255. ISSN 1058-4838. Процитовано 6 листопада 2024.
14. ↑  Tauschek M, Gorrell R, Robins-Browne RM (2002). Identification of a protein secretory pathway for the secretion of heat-labile enterotoxin by an enterotoxigenic strain of Escherichia coli. PNAS. 99 (10): 7066—71. Bibcode:2002PNAS...99.7066T. doi:10.1073/pnas.092152899. PMC 124529. PMID 12011463.
15. ↑  Wong CS, Jelacic S, Habeeb RL та ін. (29 червня 2000). The risk of the hemolytic-uremic syndrome after antibiotic treatment of Escherichia coli O157:H7 infections. N Engl J Med. 342 (26): 1930—6. doi:10.1056/NEJM200006293422601. PMC 3659814. PMID 10874060.
16. ↑  Rolhion N, Darfeuille-Michaud A (2007). Adherent-invasive Escherichia coli in inflammatory bowel disease. Inflamm. Bowel Dis. 13 (10): 1277—1283. doi:10.1002/ibd.20176. PMID 17476674.
17. ↑  Baumgart M, Dogan B, Rishniw M та ін. (2007). Culture independent analysis of ileal mucosa reveals a selective increase in invasive Escherichia coli of novel phylogeny relative to depletion of Clostridiales in Crohn's disease involving the ileum. ISME J. 1 (5): 403—418. Bibcode:2007ISMEJ...1..403B. doi:10.1038/ismej.2007.52. PMID 18043660.
18. ↑  Hand, T. W.; Dos Santos, L. M.; Bouladoux, N.; Molloy, M. J.; Pagán, A. J.; Pepper, M.; Maynard, C. L.; Elson CO III; Belkaid, Y. (30 серпня 2012). Neurodevelopment: Low-flow blood-vessel pruning. Nature. 337 (6101): 1553—1556. doi:10.1126/science.1220961. PMC 3784339. PMID 22923434.
19. ↑  Ешерихіози: сучасний погляд на проблему. health-ua.com (ua) . Процитовано 5 листопада 2024.
20. 1 2  Croxen MA, Law RJ, Scholz R, Keeney KM, Wlodarska M, Finlay BB (2013). Recent advances in understanding enteric pathogenic Escherichia coli. Clinical Microbiology Reviews. 26 (4): 822—80. doi:10.1128/CMR.00022-13. PMC 3811233. PMID 24092857.
21. ↑  Rendón, M. A. та ін. (2007). Commensal and pathogenic Escherichia coli use a common pilus adherence factor for epithelial cell colonization. PNAS. 104 (25): 10637—10642. Bibcode:2007PNAS..10410637R. doi:10.1073/pnas.0704104104. PMC 1890562. PMID 17563352.
22. ↑  Martinez-Medina M, Garcia-Gil LJ (2014). Escherichia coli in chronic inflammatory bowel diseases: An update on adherent invasive Escherichia coli pathogenicity. World J Gastrointest Pathophysiol. 5 (3): 213—27. doi:10.4291/wjgp.v5.i3.213. PMC 4133521. PMID 25133024.
23. ↑  Evans Jr., Doyle J.; Evans, Dolores G. (2 листопада 2007). "Escherichia Coli". Medical Microbiology, 4th edition, Chapter 25 (англ.). The University of Texas Medical Branch at Galveston. Процитовано 5 листопада 2024.
24. 1 2  US FDA/CFSAN - Annex 3 - Hazard Analysis for Managing Food Safety: A Manual for the Voluntary Use of HACCP Principles for Operators of Food Service and Retail Establishments. web.archive.org. 7 червня 2007. Процитовано 7 листопада 2024.
25. ↑  Gehlbach, S.H.; J.N. MacCormack; B.M. Drake; W.V. Thompson (April 1973). Spread of disease by fecal-oral route in day nurseries. Health Services Reports. 88 (4): 320—322. doi:10.2307/4594788. JSTOR 4594788. PMC 1616047. PMID 4574421.
26. 1 2  Sabin Russell (13 жовтня 2006). Spinach E. coli linked to cattle; Manure on pasture had same strain as bacteria in outbreak. San Francisco Chronicle. Процитовано 2 грудня 2007.
27. ↑  Heaton JC, Jones K (March 2008). Microbial contamination of fruit and vegetables and the behaviour of enteropathogens in the phyllosphere: a review. J. Appl. Microbiol. 104 (3): 613—626. doi:10.1111/j.1365-2672.2007.03587.x. PMID 17927745.
28. ↑  Thomas R. DeGregori (17 серпня 2007). CGFI: Maddening Media Misinformation on Biotech and Industrial Agriculture. Архів оригіналу за 13 жовтня 2007. Процитовано 8 грудня 2007.
29. ↑  Chalmers, R.M.; H. Aird, F.J. Bolton (2000). Waterborne Escherichia coli O157. Society for Applied Microbiology Symposium Series. 88 (29): 124S—132S. doi:10.1111/j.1365-2672.2000.tb05340.x. PMID 10880187.
30. 1 2  Bach, S.J.; T.A. McAllister; D.M. Veira; V.P.J. Gannon; R.A. Holley (2002). Transmission and control of Escherichia coli O157:H7. Canadian Journal of Animal Science. 82 (4): 475—490. doi:10.4141/A02-021.
31. ↑  Germany: Ten die from E.coli-infected cucumbers. BBC News. BBC. 28 травня 2011. Процитовано 28 травня 2011.
32. ↑  Institute of Medicine of the National Academies; Committee on the Review of the USDA E. coli O157:H7 Farm-to-Table Process Risk Assessment; Board on Health Promotion and Disease Prevention Food and Nutrition Board; Institute of Medicine of the National Academies (2002). Escherichia coli O157:H7 in Ground Beef: Review of a Draft Risk Assessment. Washington, D.C.: The National Academies Press. ISBN 978-0-309-08627-1.
33. ↑  Szalanski A, Owens C, McKay T, Steelman C (2004). Detection of Campylobacter and Escherichia coli O157:H7 from filth flies by polymerase chain reaction. Med Vet Entomol. 18 (3): 241—6. doi:10.1111/j.0269-283X.2004.00502.x. PMID 15347391.
34. ↑  Sela S, Nestel D, Pinto R, Nemny-Lavy E, Bar-Joseph M (2005). Mediterranean fruit fly as a potential vector of bacterial pathogens. Appl Environ Microbiol. 71 (7): 4052—6. Bibcode:2005ApEnM..71.4052S. doi:10.1128/AEM.71.7.4052-4056.2005. PMC 1169043. PMID 16000820.
35. ↑  Alam M, Zurek L (2004). Association of Escherichia coli O157:H7 with houseflies on a cattle farm. Appl Environ Microbiol. 70 (12): 7578—80. Bibcode:2004ApEnM..70.7578A. doi:10.1128/AEM.70.12.7578-7580.2004. PMC 535191. PMID 15574966.
36. ↑  Rahn, K.; S.A. Renwick; R.P. Johnson; J.B. Wilson; R.C. Clarke; D. Alves; S.A. McEwen; H. Lior; J. Spika (April 1998). Follow-up study of verocytotoxigenic Escherichia coli infection in dairy farm families. Journal of Infectious Diseases. 177 (4): 1139—40. doi:10.1086/517394. PMID 9535003.
37. ↑  Trevena, W.B.; G.A Willshaw; T. Cheasty; G. Domingue; C. Wray (December 1999). Transmission of Vero cytotoxin producing Escherichia coli O157 infection from farm animals to humans in Cornwall and west Devon. Community Disease and Public Health. 2 (4): 263—8. PMID 10598383.
38. ↑  Heuvelink, A.E.; C. van Heerwaarden; J.T. Zwartkruis-Nahuis; R. van Oosterom; K. Edink; Y.T. van Duynhoven; E. de Boer (October 2002). Escherichia coli O157 infection associated with a petting zoo. Epidemiology and Infection. 129 (2): 295—302. doi:10.1017/S095026880200732X. PMC 2869888. PMID 12403105.
39. ↑  Varma, J.K.; K.D. Greene; M.E. Reller; S.M. DeLong; J. Trottier; S.F. Nowicki; M. DiOrio; E.M. Koch; T.L. Bannerman (26 листопада 2003). An outbreak of Escherichia coli O157 infection following exposure to a contaminated building. JAMA. 290 (20): 2709—2712. doi:10.1001/jama.290.20.2709. PMID 14645313.
40. ↑  Nicolle LE (February 2008). Uncomplicated urinary tract infection in adults including uncomplicated pyelonephritis. Urol. Clin. North Am. 35 (1): 1—12. doi:10.1016/j.ucl.2007.09.004. PMID 18061019.
41. ↑  Justice S, Hunstad D, Seed P, Hultgren S (2006). Filamentation by Escherichia coli subverts innate defenses during urinary tract infection. Proc Natl Acad Sci U S A. 103 (52): 19884—9. Bibcode:2006PNAS..10319884J. doi:10.1073/pnas.0606329104. PMC 1750882. PMID 17172451.
42. ↑  Ehrlich G, Hu F, Shen K, Stoodley P, Post J (August 2005). Bacterial plurality as a general mechanism driving persistence in chronic infections. Clin Orthop Relat Res (437): 20—4. doi:10.1097/00003086-200508000-00005. PMC 1351326. PMID 16056021.
43. ↑  Croxen, M A; Finlay, B B (2010). Molecular mechanisms of Escherichia coli pathogenicity. Nature Reviews. Microbiology. 8 (1): 26—38. doi:10.1038/nrmicro2265. PMID 19966814.
44. ↑  Balskus EP (2015). Colibactin: understanding an elusive gut bacterial genotoxin. Natural Product Reports. 32 (11): 1534—40. doi:10.1039/c5np00091b. PMID 26390983.
45. ↑  Secher T, Samba-Louaka A, Oswald E, Nougayrède JP (2013). Escherichia coli producing colibactin triggers premature and transmissible senescence in mammalian cells. PLOS One. 8 (10): e77157. Bibcode:2013PLoSO...877157S. doi:10.1371/journal.pone.0077157. PMC 3792898. PMID 24116215.
46. ↑  Cuevas-Ramos G, Petit CR, Marcq I, Boury M, Oswald E, Nougayrède JP (2010). Escherichia coli induces DNA damage in vivo and triggers genomic instability in mammalian cells. Proceedings of the National Academy of Sciences of the United States of America. 107 (25): 11537—11542. Bibcode:2010PNAS..10711537C. doi:10.1073/pnas.1001261107. PMC 2895108. PMID 20534522.
47. ↑  Louis P, Hold GL, Flint HJ (2014). The gut microbiota, bacterial metabolites and colorectal cancer. Nature Reviews. Microbiology. 12 (10): 661—72. doi:10.1038/nrmicro3344. PMID 25198138.
48. ↑  Arthur, Janelle C. та ін. (5 жовтня 2012). Intestinal Inflammation Targets Cancer-Inducing Activity of the Microbiota. Science. 338 (6103): 120—123. Bibcode:2012Sci...338..120A. doi:10.1126/science.1224820. PMC 3645302. PMID 22903521.
49. ↑  Johnson J, Kuskowski M, Menard M, Gajewski A, Xercavins M, Garau J (2006). Similarity between human and chicken Escherichia coli isolates in relation to ciprofloxacin resistance status. J Infect Dis. 194 (1): 71—8. doi:10.1086/504921. PMID 16741884.
50. ↑  Perfeito, Lília; Fernandes, Lisete; Mota, Catarina; Gordo, Isabel (2007). Adaptive Mutations in Bacteria: High Rate and Small Effects. Science. 317 (5839): 813—815. Bibcode:2007Sci...317..813P. doi:10.1126/science.1142284. PMID 17690297.
51. ↑  Salyers AA, Gupta A, Wang Y (2004). Human intestinal bacteria as reservoirs for antibiotic resistance genes. Trends Microbiol. 12 (9): 412—6. doi:10.1016/j.tim.2004.07.004. PMID 15337162.
52. ↑  Paterson DL, Bonomo RA (2005). Extended-spectrum beta-lactamases: a clinical update. Clin. Microbiol. Rev. 18 (4): 657—86. doi:10.1128/CMR.18.4.657-686.2005. PMC 1265908. PMID 16223952.
53. ↑  HPA Press Statement: Infections caused by ESBL-producing E. coli. Архів оригіналу за 17 липня 2011.
54. ↑  Therapeutic use of bacteriophages in bacterial infections. Polish Academy of Sciences. Архів оригіналу за 8 лютого 2006.
55. ↑  Medical conditions treated with phage therapy. Phage Therapy Center.
56. ↑  Phage Therapy Unit. Hirszfeld Institute of Immunology and Experimental Therapy (брит.). Процитовано 8 листопада 2024.
57. ↑  Girard M, Steele D, Chaignat C, Kieny M (2006). A review of vaccine research and development: human enteric infections. Vaccine. 24 (15): 2732—50. doi:10.1016/j.vaccine.2005.10.014. PMID 16483695.
58. 1 2  Ahmed A, Li J, Shiloach Y, Robbins J, Szu S (2006). Safety and immunogenicity of Escherichia coli O157 O-specific polysaccharide conjugate vaccine in 2-5-year-old children. J Infect Dis. 193 (4): 515—21. doi:10.1086/499821. PMID 16425130.
59. ↑  Reducing pathogenic E. coli infection by vaccination. World Poultry. 14 грудня 2009. Процитовано 10 травня 2016.
60. ↑  Pearson H (2007). The dark side of E. coli. Nature. 445 (7123): 8—9. Bibcode:2007Natur.445....8P. doi:10.1038/445008a. PMID 17203031.
61. ↑  New cattle vaccine controls E. coli infections. Canada AM. 11 січня 2007. Процитовано 8 лютого 2007.
62. ↑  Canadian Research Collaboration Produces World's First Food Safety Vaccine: Against E. coli O157:H7 (Пресреліз). Bioniche Life Sciences Inc. 10 січня 2007. Архів оригіналу за 11 жовтня 2007. Процитовано 8 лютого 2007.
63. ↑  Researchers develop E. coli vaccine. Physorg.com. Процитовано 5 червня 2011.
64. ↑  Researcher develops vaccine for strain of E. coli | MSUToday | Michigan State University. web.archive.org. 29 січня 2016. Процитовано 7 листопада 2024.
65. 1 2  Ehrenberg, Rachel (17 травня 2018). Your blood type might make you more likely to get traveler's diarrhea. Science News. Процитовано 18 травня 2018.
66. ↑  Kumar, Pardeep; Kuhlmann, F. Matthew; Chakroborty, Subhra; Bourgeois, A. Louis; Foulke-Abel, Jennifer; Tumala, Brunda; Vickers, Tim J.; Sack, David A.; DeNearing, Barbara (17 травня 2018). Enterotoxigenic Escherichia coli blood group A interactions intensify diarrheal severity. Journal of Clinical Investigation. 128 (8): 3298—3311. doi:10.1172/jci97659. ISSN 1558-8238. PMC 6063478. PMID 29771685.
67. ↑  Патент на винахід № 125901. iprop-ua.com (укр.). Процитовано 8 листопада 2024.
68. ↑  Патент на винахід № 126440. iprop-ua.com (укр.). Процитовано 8 листопада 2024.